# Vermilphalonia
Vermilphalonia là một chi bướm đêm thuộc phân họ Tortricinae của họ Tortricidae.

## Các loài
- Vermilphalonia chytosema Razowski & Becker, 2003